# Kirill Boženov
Kirill Viktorovič Boženov (in russo Кирилл Викторович Боженов?; Barnaul, 7 dicembre 2000) è un calciatore russo, centrocampista del Čeljabinsk in prestito dal Pari Nižnij Novgorod.

## Caratteristiche tecniche
È un esterno destro.

## Carriera
Cresciuto nel settore giovanile del Chimki, ha esordito in prima squadra l'8 settembre 2018 disputando l'incontro di PFN Ligi pareggiato 2-2 contro lo Zenit-2. L'8 agosto 2020 ha debuttato in Prem'er-Liga giocando il match contro il CSKA Mosca perso 2-0.